# Gabriel-Taurin Dufresse
 (août 2022).
Si vous disposez d'ouvrages ou d'articles de référence ou si vous connaissez des sites web de qualité traitant du thème abordé ici, merci de compléter l'article en donnant les références utiles à sa vérifiabilité et en les liant à la section « Notes et références ».
Pour les articles homonymes, voir Dufresse.
Gabriel-Taurin Dufresse (1750 - 1815) est un évêque missionnaire en Chine où il subit le martyre.
Il fait partie du groupe des 120 martyrs de Chine, canonisés par le pape Jean-Paul II, le 1er octobre 2000, en la fête de  Sainte Thérèse de l'Enfant-Jésus, patronne des Missions.

## Vie

### Études et vocation
Gabriel-Taurin Dufresse est né le 8 décembre 1750 à Lezoux dans le Puy-de-Dôme. Il fréquenta l'école paroissiale de son village, pour ensuite continuer ses études au collège de Riom.
Il partit après pour Paris, étudia d'abord à Louis le Grand, puis au séminaire de Saint Sulpice. 
Déjà au collège, il avait entendu parler des Missions étrangères de Paris par un de ses professeurs, l'abbé de Saint-Martin, parti ensuite pour la Chine. Il entra comme diacre au séminaire des Missions Étrangères le 2 juillet 1774 et fut ordonné prêtre le 17 décembre 1774. 
Un an après, il partait pour la Chine, le 4 décembre 1775.

### Arrivée en Chine
En 1776 Gabriel-Taurin quitta Macao pour gagner l'intérieur des terres, déguisé en chinois. Il atteignit le Sichuan après plus de trois mois de voyage. Il est alors emprisonné une première fois à Pékin et est relâché.
Dès qu'il eut appris suffisamment la langue chinoise, Pottier l'envoya dans le nord de la province.
À la fin de 1784, une persécution anti-chrétienne éclata. Gabriel-Taurin fut arrêté, et réussit à s'évader pour se réfugier dans une maison chrétienne amie. C'est là qu'il reçut un mot de l'évêque coadjuteur, De Saint-Martin, qui l'invitait à se livrer, afin d'apaiser les troubles.
Il obéit et partit pour Tchen-Tou où il arriva le 27 février 1785, il y fut mis en prison pendant quelques semaines avant d'être transféré à Pékin avec De Saint-Martin et deux autres missionnaires, Delpon et Devaux. Là, il subit de nombreux et pénibles interrogatoires avant d'être finalement libéré le 9 novembre 1785.
Toutefois, bien que libérés, les missionnaires n'eurent pas le droit de retourner au Sichuan. Le père Dufresse demanda donc l'autorisation de se rendre à Macao, espérant pouvoir revenir à partir de là sur ses terres de mission. On le conduisit à Canton, où il prit un bateau en partance pour les Philippines. Après un long séjour à Manille, il fut enfin ramené à Macao par un navire français. Et de Macao dans des conditions de voyage très difficiles, il put enfin, le 14 janvier 1789, regagner le Sétchouan (aujourd'hui le Sichuan).

### Au Sichuan

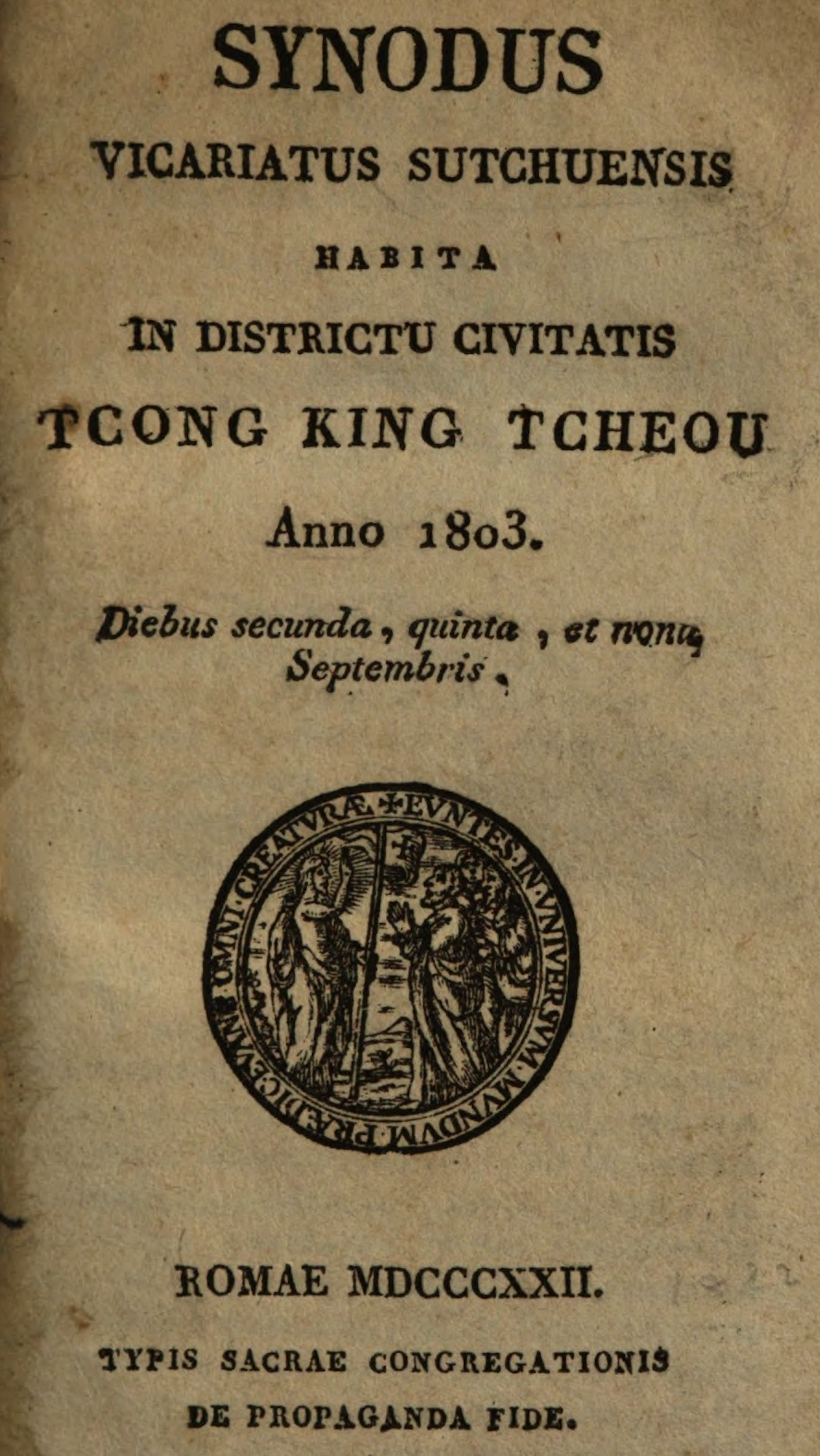
Synodus Vicariatus Sutchuensis (« Synode du Vicariat du Sichuan »), convoqué par Mgr Dufresse.

Au bout de 4 ans, il est nommé provicaire. 
En 1800 il est coadjuteur de De Saint-Martin et en 1801 il est nommé vicaire apostolique de la province du Sichuan. Il succédait ainsi à De Saint-Martin.
Gabriel Dufresse tint le synode du Sichuan à Chongqingzhou, au mois de septembre 1803, le premier synode catholique célébré en Chine, dont les décisions furent vivement approuvées à Rome et données en exemple aux autres missions en Chine. Les conversions étaient multiples et le travail missionnaire progressait : chaque année de 1 500 à 2 200 Chinois étaient baptisés.

### Arrestation et martyre
À partir de 1805, les édits de proscriptions contre les chrétiens reparurent, à l'instigation des lettrés locaux. Le vice-roi du Sichuan publia de nouvelles ordonnances et Gabriel-Taurin Dufresse dut reprendre une vie d'errance, traqué par les autorités. Le 18 mai 1815, l'évêque fut arrêté.
On le conduisit à Tchen-Tou, où il fut condamné à mort.  Trente trois chrétiens avaient été emmenés avec lui et furent condamnés à l'exil, tandis que le 14 septembre 1815, l'évêque Dufresse était décapité.
La dépouille de Gabriel-Taurin Dufresse fut ensevelie trois jours plus tard par des fidèles. Quatre ans après, un prêtre chinois du nom de Lin les fit transporter dans le cimetière catholique. La tête de l'évêque avait été récupérée par des bonzes qui la remirent au Père Lin.
Ces reliques furent envoyées en 1856 par Jacques-Léonard Pérocheau, évêque titulaire de Maxula Prates (de), au procureur des Missions étrangères de Paris à Hong Kong, puis apportées à Paris en 1857 par Pellegrin[Qui ?]. Elles reposent actuellement dans la crypte de l'église du séminaire des Missions étrangères de Paris.

## Autres martyrs
Un jour de 1785, tandis que Gabriel-Taurin faisait partie d'un convoi de prisonniers, l'un de ses gardiens, bouleversé par la foi et la patience de l'évêque, s'est converti et est même devenu prêtre plus tard. Il s'agissait d'Augustin Zhao Rong qui sera martyrisé en 1815.
Il en est de même pour Joseph Yuan, lui aussi converti à cette époque, qui sera ordonné prêtre et arrêté en 1816 après avoir évangélisé une vaste région ; il sera étranglé le 24 juin 1817.
Ces deux hommes ainsi que plus d'une centaine d'autres font partie du groupe des 120 martyrs de Chine.

## Béatification - canonisation
- La Cause de Béatification de Gabriel-Taurin fut introduite le 9 juillet 1843. Le bref de Béatification a été signé par Léon XIII le 7 mai 1900, et la cérémonie de béatification a eu lieu à Rome le 27 mai 1900.
- Gabriel-Taurin Dufresse a été canonisé à Rome le 1er octobre 2000 à Rome par Jean-Paul II.

## Fête
Le 14 septembre.

## Citation
« Plus on se connaîtra soi-même, plus on sera éloigné des sentiments d'orgueil ».